# Zowie
Zowie est une série de bande dessinée d'aventure fantastique créée par Christian Darasse et Bosse pour l'hebdomadaire Spirou à partir du no 2123 en 1978 jusqu'en 1984, avant d'en faire un seul album édité en 1983 par Dupuis dans la collection Carte Blanche.
En 2007, en tant que scénariste et dessinateur et toujours avec son complice pour l'encrage, Bosse reprend la série pour Dargaud.

## Description

### Synopsis
Zowie est un garçon un peu turbulent, envoyé en pension lugubre où il découvre un livre magique qui le mène dans un monde fantastique.
Un matin, à Ryons-les-Airelles, en compagnie de ses parents dans un bazar, Zowie Duprè-Dubois choisit un vieux livre plutôt qu'un canif ou une toupie pour se distraire en colonie de vacances.
Arrivés à l'institution Le Foyer, la mère rassure son fils que c'est un endroit idéal et que tout le monde y est gentil, comme le dit bien le pion Gaspard Latasse qui vient juste de s'approcher d'eux : « Le Foyer, tout le monde est choyé ». Les parents partis, le pion change d'apparence avec un petit rire sardonique au moment où la sonnerie annonce l'heure du déjeuner : il doit surveiller le réfectoire. Zowie, resté seul avec sa valise et son vieux livre, monte jusqu'à l'entrée où il entend, au bout de l'allée, le cri d'avertissement venant de la cantine. Les enfants s'y montrent aussi bien gais que désagréables et se moquent du pion piqué de colère inutile. Zowie, voyant tout cela, se rassure et s'apprête à s'asseoir sur une chaise, mais un jeune voyou nommé Loulou lui ordonne grossièrement de se tirer de là. Le pion a tout vu, tout entendu et, s'approchant au nouveau, le prévient que « si on n'est pas assez débrouillard, on ne mange pas ».
Le repas terminé, Zowie, retiré dans la cour de la récréation avec son ventre vide, se met à lire jusqu'à ce que Loulou et sa bande, Cachou et Pogo, cassent son ambiance tranquille. Loulou lui recommande de donner le livre. Zowie refuse net, ce qui provoque une bagarre. Alerté par Cachou, le pion arrive. Loulou accuse Zowie d'avoir commencé. Mécontent, le pion ramasse le nouveau et l'amène chez le directeur. Ce dernier, d'une manière je-m'en-foutiste, comptant l'argent, lui demande de prendre ses responsabilités lui-même. Le pion décide alors que Zowie passera l'après-midi dans la cave remplie de poussière et de toiles d'araignées, tellement sombre que la victime ne peut lire… mais, ouvrant le livre, une lumière y surgit…

### Personnages

#### Les humains
- Zowie Dupré-Dubois, l'Alpha du Grimoire qui a pour mission de sauver le monde de Magisterra, blondinet adolescent. Il se sent plus vivant et plus courageux grâce à son livre magique bien qu'à son arrivée dans l'institution, pour raisons inconnues, il se montrait solitaire, timide et mélancolique. Dans la reprise, il est incapable de rester dans la réalité, ce qui fait de lui un mauvais élève, deux fois viré de l'internat. Séparée de son compagnon et sans travail, sa mère le conduit alors dans un nouveau pensionnat pour toute l'année. Contrairement à l'original, il est plutôt insouciant et sociable.
- Loulou, chef de la bande, avec Cachou et Pogo, un petit voyou vêtu tel un rocker aux cheveux très courts, se montre d'abord agressif avec Zowie et, après avoir découvert le secret du livre féerique, sympathique, plus amical. Dans la nouvelle version, son véritable identité est Jean-Loup Louvier, il adopte le style du rappeur.
- Cachou, grassouillet blond, s'avère beaucoup plus sympathique que Loulou. Injustement enfermé dans le grenier par Le Rat, il y est oublié lorsqu'un incendie ravage l'orphelinat, mais est sauvé par les personnages du livre, Coquelicot et Mange-Pierres. En 2007, les auteurs le renomment Sumo. Sa grande particularité est de garder toujours son bonnet rouge, même en dormant, d'où dépassent trois mèches de cheveux bruns. Contrairement à l'ancienne version, il est absorbé par le livre magique à travers lequel il atterrit dans le monde féerique.
- Pogo, grand maigrichon à lunettes, est un passionné de musique bien qu'il possède toujours son poste-radio avec lui. Dans la version reprise, il est nommé Grand avec une barbichette au look de punk rocker.
- Gaspard Latasse, pion que la bande nomme Le Rat, sombre et froid, croit bien faire son métier, tout en espérant que la leçon serait bénéfique pour quelconque.
- Liza, l'Oméga du Grimoire, le double et l'opposé de l'Alpha ; jeune fille brune accompagnée de son chien Kafka, que rencontre Zowie, dans la seconde aventure. Elle vit dans une belle maison hantée, dit-elle, pas loin de l'orphelinat. Elle devient Zia dans la version moderne, avec de longs cheveux bruns et un look de thrash metal.
- Palpefafiot, directeur de l'institution Le Foyer, un gentil sans cœur qui ne pense qu'à l'argent.

#### Les créatures

##### Version 1978
- Coquelicot, femme-papillon habillée d'une robe rouge et portant deux fleurs de la même couleur dans ses longs cheveux verts, possède un pouvoir qui permet communiquer avec la nature.
- Wolfgang, musicien au corps bleu et aux vêtements violets, de petite taille, a le pouvoir de faire pleuvoir grâce à sa musique.
- Mange-Pierres, ours portant des braies aux rayures verticales bleues et blanches et un petit chapeau de la même façon, mais horizontalement. Ne grognant que des « Grunt », il fait ce que Zowie lui demande gentiment.
- Zouzou Lapin, lapin en costume de magicien qui ricane presque tout le temps.

##### Version 2007
- Myranda  Myrandae Yphandiel, fée de noir vêtue aux longs cheveux verts.
- Commodore Procto, seigneur des sombres abysses de Formoiré.
- Ubaz du Naoboth, garde-page du livre magique, est le premier à rencontrer Zowie, l'Alpha.
- Féanar, prince des elfes.
- Ruzul la Manticore, lion à lunettes fumant le cigare.
- Odhr, géant poilu très paresseux.
- Krygz, nain rouquin de Chwatzmontagne.
- Les Kabouters, lutins sortis du livre magique pour ranger l'ancienne bibliothèque du grenier dans lequel Zowie et Loulou sont punis.

## Analyse

### La réalisation à quatre mains
Bosse et Christian Darasse aiment travailler ensemble, tout en discutant d'abord le scénario avant que le premier en écrive tout au long parce que « ce n’est pas tous les jours drôle de se retrouver face à sa planche, sans personne avec qui échanger des idées ou parler de son travail. Nous avons donc conçu une façon de travailler, qui au début ressemblait à une partie de ping-pong ».
Pour réaliser les planches, c'est Bosse qui assume les crayonnés des histoires et Christian Darasse à l'encrage, une partie du travail qu'il estime extrêmement. Quant à la mise en couleurs, c'est le studio Leonardo qui s'en occupe et, depuis la reprise de la série en 2007, Benoît Bekaert qui « complète à merveille notre équipe. Il réalise des effets visuels extraordinaires ».

## La série

### Naissance de Zowie
En 1978, le personnage naît de l'imagination de Bosse et de Christian Darasse qui partagent le scénario, même si, de temps à autre, cela suscite des difficultés lorsque l'un ne reconnaît plus la plume de l'autre. Tous deux passionnés de musique, ils décident ensemble de le baptiser Zowie en hommage à Duncan Zowie Haywood Jones, fils du chanteur David Bowie dont ils sont fanatiques.
Dupuis publie la première aventure de trente planches ayant pour titre Les Malheurs de Zowie à suivre dans Spirou no 2123 du 21 décembre 1978 pendant onze semaines.

### Un seul album publié…
Bien que la première aventure intitulée Les Malheurs de Zowie ne compte que trente planches, les éditeurs de Dupuis prennent la décision de reprendre les quarante-quatre planches de Le Pinceau de cristal pour les réimprimer en album souple, au numéro quatre de la collection Carte Blanche Spirou à….
Il sort en plein premier trimestre 1983.

### L'arrêt brutal
En 1983, le réalisateur Wolfgang Petersen, ainsi que les producteurs de Constantin Film et de Warner Bros., a déjà commencé à tourner, en Allemagne, le film L'Histoire sans fin dont l'histoire raconte un jeune garçon qui emprunte en douce un livre intitulé L'Histoire sans fin dans une librairie et, à mesure qu'il avance dans la lecture du livre, se retrouve lui-même faisant partie de la quête dont le but est de sauver le monde et les habitants du Pays Fantastique. La maison d'édition, avec prudence, avant de porter plainte contre la production américaine, songe à se renseigner un peu plus sur ce projet et apprend qu'il s'agit d'une adaptation d'un roman Die unendliche Geschichte de Michael Ende, publié en 1979 : « De nombreuses idées incluses au premier album de Zowie, s’y retrouvaient. Un gamin qui entre en possession d’un livre magique, se révélant être un passage vers un autre univers fait de fantaisie et de magie. L’inadaptation du héros par rapport au monde réel et particulièrement scolaire. La persécution du gamin par les autres élèves. Et même le Mange-Pierre, l’un des personnages centraux de notre récit, s’y retrouvait en gardant le même nom!. »
Les éditeurs de Dupuis demandent aux créateurs de faire évoluer les aventures de Zowie. De toute évidence, Bosse et Christian Darasse sont surpris : « Notre éditeur a sous-entendu, avec prudence, que nous nous en étions inspiré de manière inconsciente. Il nous conseilla d’écraser, et de faire évoluer Zowie dans une direction différente de celle prévue. Il fallait abandonner l’idée d’exploiter le livre magique qui nous rapprochait trop du récit de Michael Ende. Dupuis craignait que ce ne soit la Warner qui, en final, nous fasse un procès ! Non seulement nous nous sentions lésés, mais on nous suspectait de plagiat en plus. Nous nous mettions à craindre, pour le coup, de devenir persona non grata dans le journal ».
Complètement désorbités par le fait que le personnage continue l'aventure sans son livre magique, la série s'arrête finalement sur la décision des référendums et des nouveaux rédacteurs en chef. Bosse se souvient encore que « le pire était encore à venir. Nous nous sommes rendu compte, des années plus tard, que la parution du premier tome de Zowie était antérieure au livre de Michael Ende ! Antérieure d’un an et demi, environ ! Nous ne pouvions donc pas en être inspirés. Par contre, l’écrivain, lui, aurait pu l'être de notre travail. Cela dit, il est loin d’être certain que nous aurions gagné un procès face à la Warner. Mais bon, notre éditeur, à l’époque, aurait dû nous soutenir… »

### Trente ans plus tard, la renaissance
Au début des années 2000, en plein véritable phénomène de la saga Harry Potter, c'est par hasard à l'enterrement d'une amie de Christian Darasse que le responsable éditorial de Dargaud, Yves Schlirf, demande à ce dernier de reprendre les aventures de Zowie avec Bosse. Convaincu, Christian Darasse en parle avec son complice de toujours qui raconte ensuite : « […] je n’ai pas été long à me décider. Lorsque l’on vous offre la possibilité de revenir sur projet qui, à l’époque, avait échoué à cause de pressions extérieures, on ne peut que sauter sur l’occasion. Le plaisir était trop grand : nous voulions montrer ce que nous aurions pu faire de ce personnage si on nous avait laissé les coudées franches. »

## Publications

### Revue

#### Spirou
Les fidèles lecteurs de l'hebdomadaire Spirou découvrent, le 21 décembre 1978, un nouveau personnage, Zowie, dans sa première aventure de trente planches à suivre Les Malheurs de Zowie au no 2123 jusqu'au no 2133, en mars 1979 ; la couverture du no 2124 montre Zowie en pleine surprise avec son livre d'où jaillit une lumière, avec une petite fille en bas disant « Ça, c'est Zowie, dessin par Darasse ».
À nouveau en couverture du no 2152, le 12 juillet 1979, Zowie et sa copine Liza semblent fuir; débute ici Le Pinceau de cristal, une seconde aventure de quarante-quatre planches à suivre jusqu'au no 2170, en novembre.
Comme annoncé dans le précédent numéro, le blondinet revient en couverture du no 2197 du 22 mai 1980 avec un air soucieux derrière une épave abandonnée en second plan pour une troisième aventure à suivre Le Mystère du An Veskenn jusqu'au no 2210, en août. La même année, à l’occasion du numéro Spécial Noël, le magazine s'offre un récit complet de quatre planches titré Joyeux Noël petit sapin au no 2225 du 4 décembre 1980.
Huit mois après, il se montre à nouveau en couverture du no 2260 du 6 août 1981 où on le voit accompagné de Loulou dans une ambiance verdâtre sous l'orage lançant de mystérieux éclairs verts, avec une accroche « Zowie, le cumulus néfastus attaque ! ». Il s'agit de la quatrième aventure de treize planches titrée Zowie contre le cumulus néfastus à suivre jusqu'au no 2262.
Un an après, Zowie apeuré par deux robots projetant un rayon rouge est en couverture du no 2314 du 19 août 1982, présentant une cinquième aventure Le Démon de l’Erébus en quarante-quatre planches à suivre jusqu'au no 2324, en octobre.
Zowie fait sa dernière apparition avec sa bande en couverture du no 2359 du 30 juin 1983. Safari Land est la sixième et dernière aventure de quarante-quatre planches publiée par l'hebdomadaire jusqu'au no 2370, en septembre. Une trentaine de gags en une planche sont publiés au cours de l'année suivante sous le titre Zéro de Conduite ; si l'on retrouve une bonne partie des personnages de la série originale, la plupart des éléments fantastiques tels que le livre magique ou les créatures de légende sont purement et simplement oblitérés de cette nouvelle mouture dont le bandeau-titre inclut systématiquement la courte biographie d'un saint fictif au nom calembouresque.

### Albums
- 0 Le Pinceau de cristal, Dupuis, Carte Blanche, 1983
Scénario : Christian Darasse et Bosse - Dessin : Bosse et Christian Darasse - Couleurs : Studio Leonardo - (ISBN 2-8001-0958-0)
- 1 Aux portes de Magisterra, Dargaud, 2007
Scénario et dessin : Bosse - Couleurs : Benoît Bekaert - (ISBN 978-2871298861)
- 2 Rendez-vous avec la lune, Dargaud, 2007
Scénario et dessin : Bosse - Couleurs : Benoît Bekaert - (ISBN 978-2-505-00141-6)
- 3 L'Heure des mutants, Dargaud, 2008
Scénario et dessin : Bosse - Couleurs : Benoît Bekaert - (ISBN 978-2-505-00350-2)

Intégrale
- Zowie - Intégrale, Dargaud, 2009
Scénario et dessin : Bosse - Couleurs : Benoît Bekaert - (ISBN 978-2-5050-0746-3)

#### Hors-série
- Le Mystère du An Veskenn, Pirate
Scénario et dessin : Bosse